# 平調子
平調子（ひらぢょうし）は箏の調弦の一つ。
一と五は同音
二は一の完全五度下
三は一の完全四度下
四は三の半音上
六は五の半音上
七は二のオクターヴ上
八は三のオクターヴ上
九は四のオクターヴ上
十は五のオクターヴ上
斗は六のオクターヴ上
為は七のオクターヴ上
巾は八のオクターヴ上
壱越（D）を基準とした場合、調弦は一の弦より
D4 - G3 - A3 - A3# - D4  - D4# - G4 - A4 - A4# - D5 - D5# - G5 - A5